# زيارة الناحية المقدسة
زيارة الناحية المقدسة واحدة من الزيارات الواردة لزيارة الحسين بن علي في يوم عاشوراء وهي منسوبة لـ صاحب الزمان، وقد تناول المهدي فيها ما جرى على جده وأصحابه في كربلاء .
هناك زيارة مشهورة وأخرى غير مشهورة، والمشهورة تبدأ بالسلام على أنبياء الله وأولياء دينه، ثمّ بالسلام علي الحسين بن علي وأنصاره، ثمّ تعرّج على صفات الحسين بن علي وسيرته ونهجه قبل حركته في عاشوراء، وتبيّن الأرضيّة التي مهّدت لحركة الحسين بن علي وثورته، ثم تتطرق لكيفية استشهاده وتُعدّد المصائب التي انصُبّت عليه في كربلاء، وفي الختام تنتهي بالدعاء والتوسل ب الائمة.
وأما نسبة هذه الزيارة ل صاحب الزمان فهي محل اختلاف وأخذ ورد وقع بين الأعلام طوال ما مضى من الأعوام.

## الناحية المقدسة
الناحية المقدسة اصطلاح استخدمه الشيعة الإمامية منذ النصف الأول للقرن الأول من القرن الثالث الهجري، بسبب الأوضاع والظروف السياسية والاجتماعية الحاكمة آنذاك في التعامل مع ما يتداولونه من مكاتبات مع المهدي .
كانوا في تلك الحقبة من الزمن يستخدمون الألقاب التي عُرف بها المهدي فراراً من الملاحقة وإخفاءً لما هم عليه، فكانت الألقاب (الهادي) و (العسكري) و (المهدي) هي المتداولة للحديث عنه بدلاً عن ذكر اسمه.
اما هذا الاصطلاح ـ وهو الناحية المقدسة ـ فقد خصّوا به المهدي.
يقول الميرزا أبو الفضل الطهرانيّ: والظاهر أنّ المراد بالناحية: المهدي. وقد ورد في كثير من الأخبار إطلاق هذا الاسم عليه، ذلك أنّ التاريخ المذكور سابق على ولادة المهدي.

## زيارة الناحية المشهورة
هناك زيارة مشهورة وأخرى غير مشهورة، أما المشهورة فهي التي يُزار بها في يوم عاشوراء والمتداولة بين المؤمنين.

### سند الزيارة
من أقدم المصادر التي نقلت هذه الزيارة الشريفة كتاب المزار من كتب الشيخ المفيد ( ت 413 هـ ).
قال العلامة المجلسي: قال الشيخ المفيد في كتاب المزار بعد إيراد الزيارة التي نقلناها من المصباح ما هذا لفظه : زيارة أخرى في يوم عاشوراء برواية أخرى؛ إذا أردتَ زيارته بها في هذا اليوم فقف عند قبره، وقل: السلام على آدم صفوة الله من خليقته... .
ولكن هذه الفقرة غير موجودة في المزار المطبوع.
ونقل هذه الزيارة بعد الشيخ المفيد: تلميذُه السيد المرتضى (علم هدى) ( ت 436 هـ ) حسبما جاء في كتاب مصباح الزائر كما في نقل السيد الأمين في كتابه أعيان الشيعة.
وتبعه ابن المشهدي ( كان حيّاً سنة 595 هـ ) في كتابه المزار الكبير يقول : زيارة أخرى في يوم عاشوراء ل الحسين بن علي ممّا خرج من الناحية إلى أحد الأبواب....
وهناك طريق آخر وهو ما نقله سيد بن طاووس( ت 664 هـ ) في مزاره، حيث قال: زيارة ثانية بألفاظ شافية يزاربها الحسين بن علي زاربها المرتضي علم الهدي قال: فإذا أردت الخروج فقل: أللّهمّ إليك توجهت.... ثم تدخل القبة الشريفة وتقف علي القبر الشريف وقل: السلام علي آدم صفوة الله....
ومن هذين الكتابين الأخيرين نقل متأخّرو علماء الشيعة في مؤلّفاتهم في الحديث والمزار، وألّفوا في شرح الزيارة الشروح المتعدّدة. ومن هؤلاء المتأخرّين:
1.العلامة المجلسي في بحار الأنوار  وتحفة الزائر، الزيارة الرابعة للإمام الحسين عليه السّلام.
2. حسين النوري الطبرسي في مستدرك الوسائل.
3. الشيخ إبراهيم بن محسن الكاشانيّ في الصحيفة المهديّة.
4. عباس القمي في نَفَس المهموم.
5. المرجع محمد هادي الميلاني في قادتنا كيف نعرفهم.
6. المرجع السيّد حسين البروجردي في جامع أحاديث الشيعة.
وغير ذلك من كتب الزيارات والأدعية.

## شروح الزيارة
1. تحفه قائميه (فارسي)، الشيخ محمد باقر فقيهه ايماني .
2. الذخيرة الباقية (فارسي)، محمد جعفر شاملي الشيرازي، .
3.سلام موعود (فارسي)، (بيان تحليلي وتوصيفي لزيارة الناحية المقدسة)، الدكتور محمد رضا سنگري.
4. شرح زيارة الناحية الكبرى، الحاج حيدر بن حبيب الله الموسوي النيشابوري الكنتوري.
5. الشمس الضاحية (فارسي)، نسبه في الذريعة لبعض الفضلاء المعاصرين.
6. كشف داحية في شرح زيارة الناحية، في ثلاث حصص، طبع بالهند كما في بعض الفهارس.
7. كشف داحيه (اردو)، لبعض علماء الهند.
8.موعظة عظيم آبادية (الأردو) في شرح الزيارة الناحية، للسيد علي محمد النقوي.
9.همره نور، شرح زيارت ناحيه مقدسه (فارسي)، سيد هدايت‌ الله طالقاني.

## محتوى الزيارة

### السلام والتحية
تبدأ الزيارة ـ كما في كل الزيارات ـ بالسلام، وفي هذه الزيارة التحية والسلام على 22 من الانبياء، وبعدهم يتحول السلام على أصحاب الكساء مع ذكر بعض خصوصياتهم.
والسلام على الحسين بن علي تارة يكون بذكر اسمه وفضائله وأعماله وأفعاله، وأخرى يكون بالسلام عليه بذكر أعضائه وجوارحه مع بيان المصاب الذي حلّ يه وما نزل بهذه الأعضاء.
وفي الفقرات الأخرى يتوجّه السلاى على أصحابه وأنصاره.

### المقام الديني لحسين بن علي
وفي فقرات أخرى يتم بيان أوصاف ومقام الحسين بن علي ، وفي فقرة أخرى يشير إلى عوامل نهضته في عاشوراء. «ثُمَّ اقتِضاكَ العِلْم لِلاِنكارِ، وَ لَزمَكَ أَن تُجاهِدَ الفُجّارَ، فَسِرْتَ فِي أَولادِكَ وَ أَهاليكَ وَشيعتِكَ وَمَواليكَ...».

### وصف حادثة عاشوراء
في هذه الفقرات يبدأ بشرح وبيان بعض حوادث يوم عاشوراء فيقول مثلاً: «فَجاهَدْتَهُمْ بَعْدَ الاْيعازِ لَهُمْ، وَ تَأْكيدِ الْحُجَّةِ عَلَيْهِمْ، فَنَكَثُوا ذِمامَك َ وَ بَيْعَتَك َ، وَ أَسْخَطُوا رَبَّك َ وَ جَدَّ ك َ، وَ بَدَؤُوك َ بِالْحَرْبِ، فَثَبَتَّ لِلطَّعْنِ وَالضَّرْبِ، وَ طَحَنْتَ جُنُودَ الْفُـجّارِ، وَاقْتَحَمْتَ قَسْطَلَ الْغُبارِ، مُجالِداً بِذِى الْفَقارِ، كَأَنَّك َ عَلِىٌّ الْمُخْتارُ، فَلَمّا رَأَوْك َ ثابِتَ الْجاشِ، غَيْرَ خآئِف وَ لا خاش، نَصَبُوا لَك َ غَوآئِلَ مَكْرِهِمْ، وَ قاتَلُوكَ بِكَيْدِهِمْ وَ شَرِّهِمْ، وَ أَمَرَ اللَّعينُ جُنُودَهُ، فَمَنَعُوك َ الْمآءَ وَ وُرُودَهُ.... فَأَحْدَقُوا بِك َ مِنْ كُلّ ِالْجِهاتِ، وَ أَثْخَنُوك َ بِالْجِراحِ، وَ حالُوا بَيْنَك َ وَ بَيْنَ الرَّواحِ، وَ لَمْ يَبْقَ لَك َ ناصِرٌ، وَ أَنْتَ مُحْتَسِبٌ صابِرٌ، تَذُبُّ عَنْ نِسْوَتِك َ وَ أَوْلادِكَ.... وَأَسْرَعَ فَرَسُك َ شارِداً، إِلى خِيامِك َ قاصِداً، مُحَمْحِماً باكِياً، فَلَمّا رَأَيْنَ النِّـسآءُ جَوادَك َ مَخْزِيّاً، وَ نَظَرْنَ سَرْجَك َ عَلَيْهِ مَلْوِيّاً، بَرَزْنَ مِنَ الْخُدُورِ، ناشِراتِ الشُّعُورِ عَلَى الْخُدُودِ، لاطِماتِ الْوُجُوهِ سافِرات، وَ بِالْعَويلِ داعِيات، وَ بَعْدَالْعِزِّ مُذَلَّلات، وَ إِلى مَصْرَعِك َ مُبادِرات، وَ الشِّمْرُ جالِسٌ عَلى صَدْرِكَ، وَ مُولِـغٌ سَيْفَهُ عَلى نَحْرِك َ، قابِضٌ عَلى شَيْبَتِك َ بِيَدِهِ، ذابِـحٌ لَك َ بِمُهَنَّدِهِ...».

### ما بعد حادثة عاشوراء
مما جرى بعد مقتل الحسين بن علي في هذه الفقرة:
«وَ رُفِـعَ عَلَى الْقَناةِ رَأْسُك َ، وَ سُبِىَ أَهْلُك َ كَالْعَبيدِ، وَ صُفِّدُوا فِى الْحَديدِ، فَوْقَ أَقْتابِ الْمَطِيّاتِ، تَلْفَحُ وُجُوهَهُمْ حَرُّ الْهاجِراتِ، يُساقُونَ فِى الْبَراري وَالْفَلَواتِ، أَيْديهِمْ مَغلُولَةٌ إِلَى الاَْعْناقِ، يُطافُ بِهِمْ فِى الاَْسْواقِ، فَالْوَيْلُ لِلْعُصاةِ الْفُسّاقِِ».
وفي تعبير آخر يصف المهدي ما جرى للدين وما حدث من فتنة: «لَقَدْ قَتَلُوا بِقَتْلِك َ الاِْسْلامَ، وَ عَطَّلُوا الصَّلوةَ وَ الصِّيامَ، وَ نَقَضُوا السُّنَنَ وَ الاَْحْكامَ، وَ هَدَمُوا قَواعِدَ الاْيمانِ، وَ حَرَّفُوا اياتِ الْقُرْءانِ، وَ هَمْلَجُوا فِى الْبَغْىِ وَالْعُدْوانِ».
«وَ فُقِدَ بِفَقْدِكَ التَّكْبيرُ وَالتَّهْليلُ، وَالتَّحْريمُ وَالتَّحْليلُ، وَالتَّنْزيلُ وَالتَّأْويلُ، وَ ظَهَرَ بَعْدَكَ التَّغْييرُ وَالتَّبْديلُ، وَ الاِْلْحادُ وَالتَّعْطيلُ، وَ الاَْهْوآءُ وَ الاَْضاليلُ، وَ الْفِتَنُ وَ الاَْباطيلُ».

### ردة فعل الكون بعد الحادثة
لقد كانت الفاجعة من العُظم بمكان حيث إن الوجود بأكمله صار في عزاء ونوح لما جرى على الحسين بن علي ، وهذا ما تشيؤ إليه هذه الفقرة: «فَانْزَعَجَ الرَّسُولُ، وَ بَكى قَلْبُهُ الْمَهُولُ، وَ عَزّاهُ بِك َ الْمَلآئِكَةُ وَ الاَْنْبِيآءُ، وَ فُجِعَتْ بِك َ اُمُّك َ الزَّهْرآءُ، وَ اخْتَلَفَتْ جُنُودُ الْمَلآئِكَةِ الْمُقَرَّبينَ، تُعَزّي أَباك َ أَميرَالْـمُـؤْمِنينَ، وَ اُقيمَتْ لَك َ الْمَـاتِمُ في أَعْلا عِلِّيّينَ، وَ لَطَمَتْ عَلَيْك َ الْحُورُ الْعينُ، وَ بَكَتِ السَّمآءُ وَ سُكّانُها، وَ الْجِنانُ وَ خُزّانُها، وَالْهِضابُ وَ أَقْطارُها، وَ الْبِحارُ وَ حيتانُها، [وَ مَكَّةُ وَ بُنْيانُها] وَالْجِنانُ وَ وِلْدانُها، وَالْبَيْتُ وَ الْمَقامُ، وَ الْمَشْعَرُ الْحَرامُ، وَ الْحِـلُّ وَ الاِْحْرامُِ».

### الختام بالدعاء
في نهاية الزيارة يأخذ الزائر في الدعاء والتضرع لله تعالى له وللمؤمنين.
ثم يُصلي ركعتي الزيارة بما فيها من ذكر وتسبيح.